# Junge Union
Junge Union Deutschlands (Unie mladých Německa, zkratka JU) je německá přidružená mládežnická organizace se sídlem v Berlíně, založená v lednu 1947. Jedná se o politicky orientované sdružení vycházející z křesťanskodemokratických a konzervativních hodnot, podporující středopravicovou koalici CDU/CSU. Podmínkou členství je věk 14–35 let.
Současným předsedou sdružení je od roku 2022 Johannes Winkel.

## Program strany
V manifestu stojí, že organizace má zvyšovat povědomí a podporovat politické cíle CDU/CSU mezi mladými lidmi. Označuje se za liberální a progresivně konzervativní, prosazuje křesťanský pohled na člověka a jeho odpovědnost před Bohem. Preferuje demokracii a sociální model tržního hospodářství, zastává myšlenky evropské integrace a těsných vazeb se Spojenými státy v rámci NATO.

## Osobnosti

### Významní bývalí členové
- Helmut Kohl
- Edmund Stoiber
- Roland Koch
- Christian Wulff
- Günther Oettinger
- Stefan Mappus
- Volker Kauder
- Karl-Theodor zu Guttenberg
- Wolfgang Schäuble
- Peter Müller

### Předsedové
- Bruno Six (1947–1948)
- Alfred Sagner (1948–1949)
- Josef Hermann Dufhues (1949–1950)
- Ernst Majonica (1950–1955)
- Gerhard Stoltenberg (1955–1961)
- Bert Even (1961–1963)
- Egon Klepsch (1963–1969)
- Jürgen Echternach (1969–1973)
- Matthias Wissmann (1973–1983)
- Christoph Böhr (1983–1989)
- Hermann Gröhe (1989–1994)
- Klaus Escher (1994–1998)
- Hildegard Müller (1998–2002)
- Philipp Mißfelder (2002–2014)
- Paul Ziemiak (2014–2018)
- Tilman Kuban (2018–2022)
- Johannes Winkel (od 2022)

## Zahraniční vztahy
Na evropské úrovni je členem Mladé evropské lidové strany (Youth of the European People's Party, YEPP), která je zastřešujícím elementem křesťanskodemokratických a konzervativních mládežnických organizací v Evropě. Tradičně má silné vazby na rakouskou mládežnickou organizaci Junge Österreichische Volkspartei (JVP), podporující Lidovou stranu Rakouska.